# Heidi's Song
Heidi's Song é uma longa-metragem musical de animação produzida pela Hanna-Barbera. O filme foi baseado no romance Heidi escrito por Johanna Spyri. O elenco de dubladores contou com Lorne Greene como o Avô, Margery Gray como Heidi e Sammy Davis Jr. como Head Ratte. É um dos três únicos filmes da Hanna-Barbera, que não apresentam seus personagens de marca registada (junto com Charlotte's Web, e Once Upon a Forest).
O filme foi distribuído nos cinemas da América do Norte pela Paramount Pictures, que já havia lançado anteriormente outro filme, Charlotte's Web, da Hanna-Barbera, nove anos antes. Actualmente, os direitos do filme pertencem à subsidiária da Time Warner, Warner Bros. Entertainment.

## Enredo
Uma menina órfã chamada Heidi é mandada para viver com seu avô paterno por sua tia materna Dete, que tinha cuidado de Heidi desde que ela era um bebê. O avô de Heidi inicialmente não gosta de ter Heidi l[a, porque ela interfere na sua rotina. Mas quando o avô machuca a perna, Heidi ajuda a cuidar da sua saúde, e durante este tempo os dois se unem. Heidi se encontra com o pastor local, um menino chamado Peter, que muitas vezes passa seu tempo cuidando das cabras da aldeia nos Alpes Suíços.
Num dia, a Tia Dete chega para levar Heidi embora de novo, dizendo que uma família rica em Frankfurt, na Alemanha, quer Heidi para vir morar com eles. O avô de Heidi relutantemente deixa-a ir.
Heidi chega à casa em Frankfurt, onde ela descobre que deveria se tornar amiga de uma menina rica, chamada Klara. A educadora e guardiã de Klara, a senhorita Fräulein Rottenmeier desaprova maneiras simples do campo de Heidi, mas Klara gosta de Heidi e insiste para que ela fique. Heidi traz alegria na vida de Klara, especialmente quando ela dá Klara uma cesta de gatinhos como um presente. Quando Rottenmeier descobre os gatinhos, tranca Heidi no porão infestado de ratos.
Peter e os animais do país vêem resgatar Heidi. Juntamente com Klara, os três viajam para Wunderhorn sem dizer a Rottenmeier. Neste momento, o pai de Klara volta a Frankfurt depois de estar em uma viagem de negócios, e fica furioso quando vê que sua filha desaparece. Ele sai imediatamente para Wunderhorn, e desta vez Rottenmeier e o mordomo Sebastian aproveitam a oportunidade para fugir.
As três crianças viajam até a montanha, mas Klara para no meio do caminho para que Heidi possa correr em frente sem empurrar sua cadeira de rodas. Heidi corre em frente cheia de alegria quando reencontra com seu avô. No meio da montanha, o gatinho de Klara, Snowball é atacado por um falcão. E Klara rasteja para fora de sua cadeira de rodas e usa uma vara para combater o falcão. Klara depois descobre que ela é capaz de resistir. O pai de Klara chega e, juntos, eles celebram a mobilidade de Klara e o regresso de Heidi.

## Elenco
- Lorne Greene como Avô
- Margery Gray como Heidi
- Fritz Feld como Sebastian
- Joan Gerber como Rottenmeier
- Pamelyn Ferdin como Klara
- Roger DeWitt como Peter
- Virginia Gregg como Tia Dete
- Michael Bell como Willie
- Janet Waldo como Tinette
- Peter Cullen como Gruffle
- Frank Welker como Schnoddle/Hootie
- Michael Winslow como A voz da montanha
- Sammy Davis Jr. como Head Ratte

## Lançamentos
O filme foi lançado em VHS em 1985 pela Worldvision Home Video. GoodTimes Home Video (sob o selo da Kids Klassics) relançou o filme em VHS em 1988. Turner Home Entertainment relançou o filme em VHS em 1998. Warner Home Video lançou o filme em DVD pela primeira vez em 31 de julho de 2012 no Warner Archive.